# Глаз в лабиринте
«Глаз в лабиринте» (итал. L'occhio nel labirinto) — фильм-джалло, совместного производства Италии и ФРГ, вышедший в 1972 году. Режиссёр фильма Марио Кайано.

## Сюжет
Джули (Розмари Декстер) обеспокоена исчезновением своего парня-психиатра Луки (Хорст Франк) после странного сна, в котором она стала свидетельницей его убийства. Она едет в деревню, где он может быть, и встречает Фрэнка (Адольфо Чели), который говорит ей, что Лука действительно был там. Расследование Джулии приводит её к дому Герты (Алида Валли), где тайна углубляется среди странных персонажей, проживающих в этом доме художников.

## В ролях
- Розмари Декстер — Джули
- Адольфо Чели — Фрэнк
- Хорст Франк — Лука
- Сибил Даннинг — Тони
- Франко Рессель — Юджин
- Майкл Майен — Луи
- Бенжамин Лев — Саро
- Гиги Рицци — Томас

## Критика
На профильных сайтах фильм имеет преимущественно средние оценки от зрителей. Однако рецензенты отмечают, что фильм имеет сильные стороны и сумел достойно выступить в выбранном жанре. Несмотря на то, что явно был создан на волне популярности триллеров-джалло, созданных Дарио Ардженто и Марио Бавой.